# 湯普森角
湯普森角（英語：Thompson Point），是南極洲的海岬，位於維多利亞地的彭內爾海岸，美國地質調查局根據測量和美國海軍拍攝的空中照片繪入地圖，現時由南極條約體系管理。

## 外部連結
- 本条目引用的公有领域材料来自美国地质调查局的文档 《湯普森角》 （資料來自地名信息系统）。

70°18′S 161°4′E / 70.300°S 161.067°E